# Zona entremarés

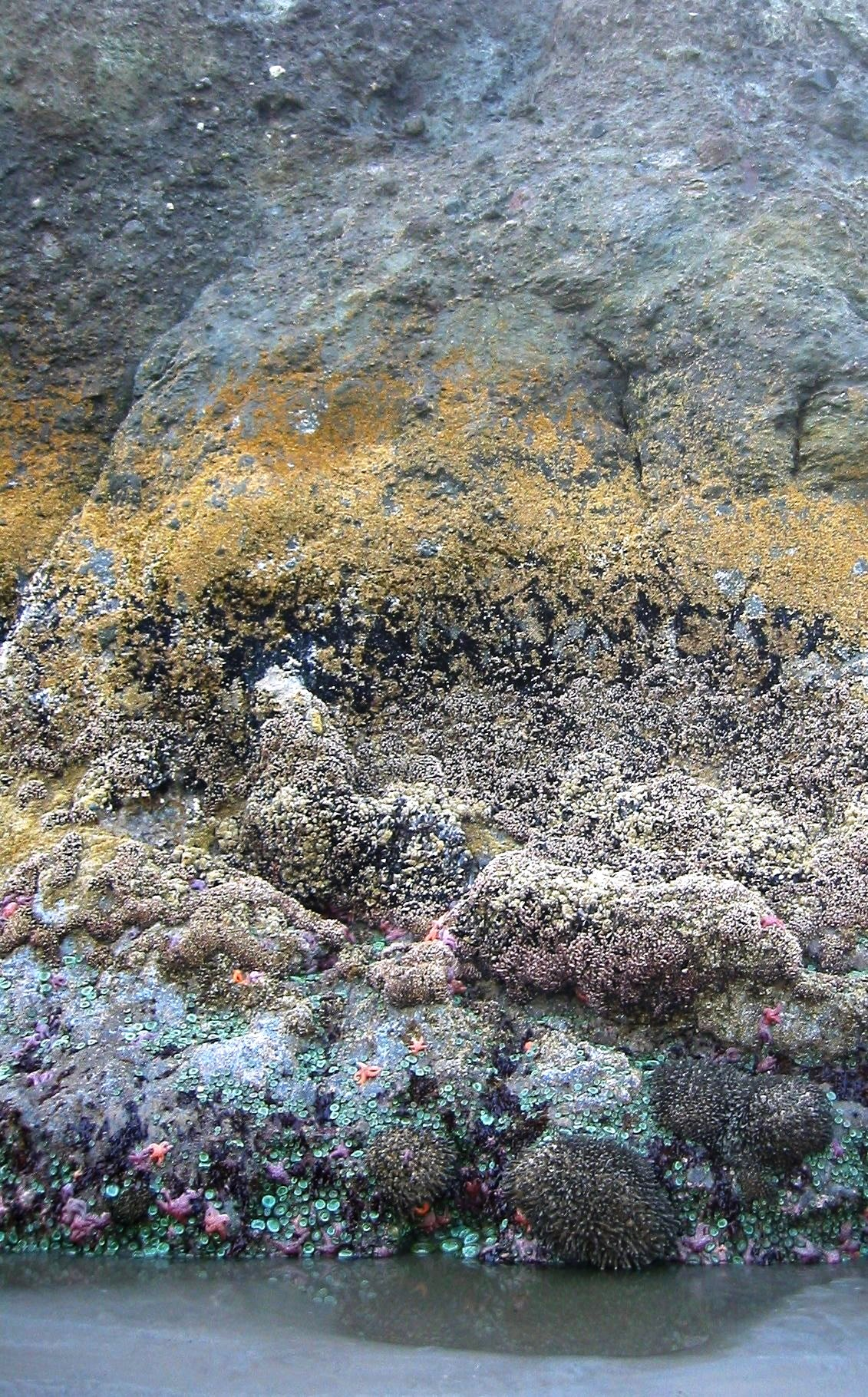
Zonamento entremarés numa rocha exposta pela maré-baixa.

Zona entremarés ou região entremarés (por vezes designada por mar de baixio, pelo anglicismo zona intertidal, ou pelas formas de origem latina mediolitoral ou interestual), ou ainda Zona costeira, faixa litorânea ou região costeira é, nos ambientes marinhos, a zona do substrato litoral que fica exposta ao ar apenas durante a maré-baixa, ficando submersa com a subida da maré, isto é a zona de substrato compreendida entre as linhas de máxima preia-mar e mínima baixa-mar.
A área bem conhecida também inclui falésias rochosas íngremes, praias arenosas, pântanos ou pântanos (por exemplo, vastos lamaçais). A área pode ser uma faixa estreita, como nas ilhas do Pacífico que têm apenas uma estreita faixa de maré, ou pode incluir muitos metros de costa, onde encostas de praia rasas interagem com alta excursão de maré. A zona periciidal é semelhante, mas um pouco mais larga, estendendo-se de acima do nível mais alto da maré até abaixo do mais baixo. Os organismos na zona entremarés estão adaptados a um ambiente de extremos severos. A zona entremarés também abriga várias espécies de diferentes filos (Porifera, Annelida, Coelenterata, Mollusca, Arthropoda, etc.).

## Zona
Os biólogos marinhos dividem a região entremarés em três zonas (baixa, média e alta), com base na exposição média geral da zona. A zona entremarés baixas, que faz fronteira com a zona subtidal rasa, só é exposta ao ar na maré baixa e tem caráter principalmente marinho. A zona entremarés média é regularmente exposta e submersa pelas marés médias. A zona entremarés altas é coberta apenas pela mais alta das marés altas, e passa grande parte do seu tempo como habitat terrestre. A zona de alta entremarés faz fronteira com a zona de respingos (a região acima do nível mais alto da maré parada, mas que recebe respingos de ondas). Em praias expostas à ação de ondas pesadas, a zona entremarés será influenciada por ondas, já que o spray de ondas quebrando estenderá a zona entremarés.
Dependendo do substrato e da topografia da costa, características adicionais podem ser notadas. Em costões rochosos, as poças de maré se formam em depressões que se enchem de água à medida que a maré sobe. Sob certas condições, como as da Baía de Morecambe, areia movediça pode se formar.

## Zona de maré baixa (litoral inferior)
Esta sub-região é maioritariamente submersa – só fica exposta no ponto de maré baixa e durante um período de tempo mais longo durante as marés extremamente baixas. Esta área está repleta de vida; A diferença mais notável entre esta sub-região e as outras três é que há muito mais vegetação marinha, especialmente algas marinhas. Há também uma grande biodiversidade. Os organismos nesta zona geralmente não estão bem adaptados a períodos de secura e temperaturas extremas. Alguns dos organismos nesta área são abalone, anêmonas do mar, algas marrons, caranguejos, algas verdes, hidróides, isópodes, lapas, mexilhões, nudibrânquios, esculpina, pepino do mar, alface do mar, palmeiras marinhas, estrelas do mar, ouriços-do-mar, camarões, caracóis, esponjas, capim de surf, vermes de tubo e búzios. As criaturas nesta área podem crescer para tamanhos maiores porque há mais energia disponível no ecossistema localizado. Além disso, a vegetação marinha pode crescer a tamanhos muito maiores do que nas outras três sub-regiões entremarés devido à melhor cobertura hídrica. A água é rasa o suficiente para permitir que muita luz solar atinja a vegetação para permitir uma atividade fotossintética substancial, e a salinidade está em níveis quase normais. Esta área também é protegida de grandes predadores, como peixes, por causa da ação das ondas e das águas relativamente rasas.

## Ameaças

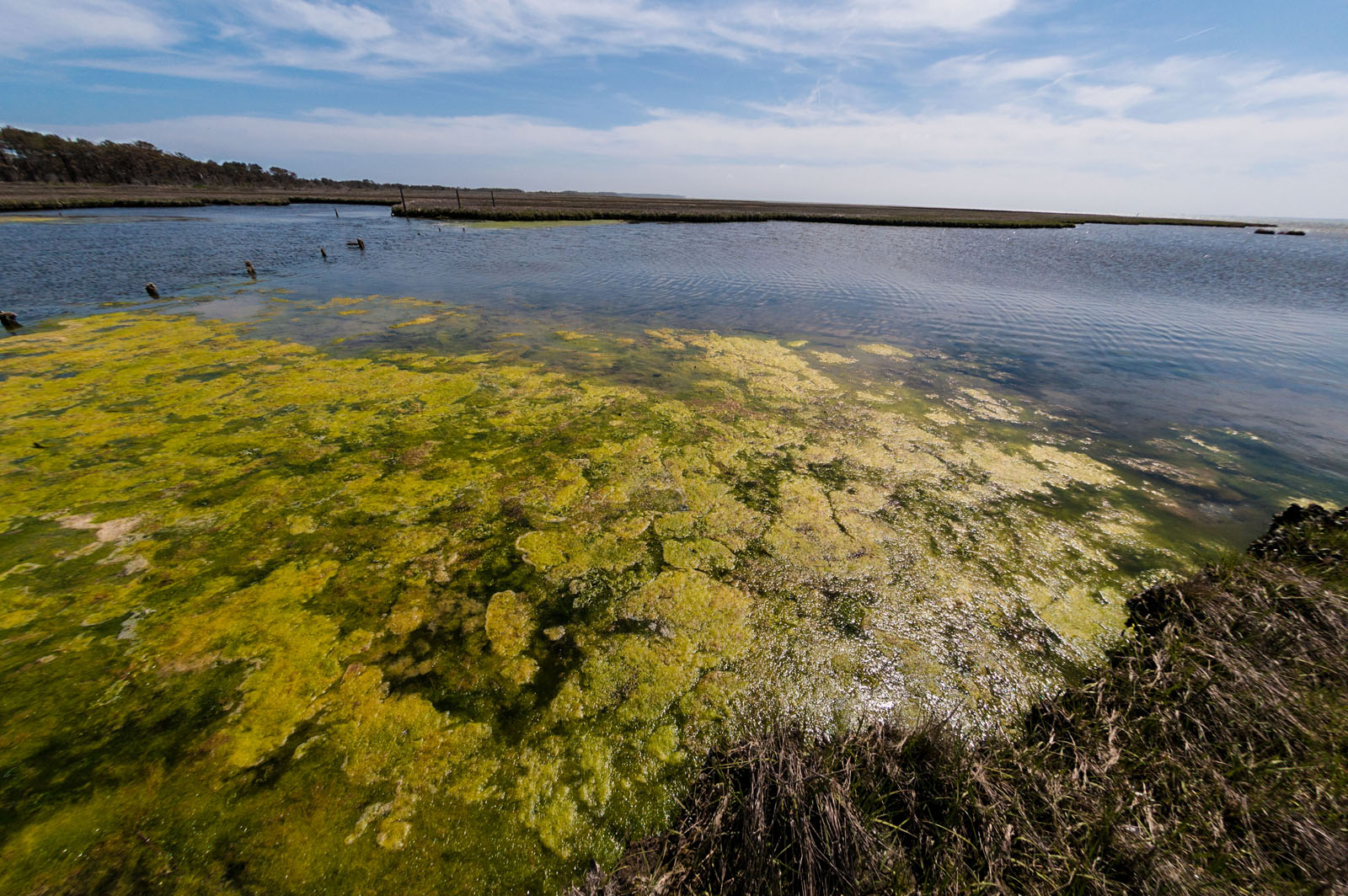
Poluição nutricional (eutrófica) no litoral nacional da ilha de Assateague, Maryland

As zonas entremarés são habitats sensíveis com uma abundância de espécies marinhas, que podem sofrer riscos ecológicos associados ao turismo e impactos ambientais induzidos pelo homem. Uma variedade de outras ameaças que foram resumidas pelos cientistas incluem poluição nutricional, colheita excessiva, destruição de habitats e mudanças climáticas. A destruição do habitat é avançada através de atividades que incluem a pesca de captura com redes de arrasto e a negligência da sensibilidade das mesmas.

## Por país

### Zona Costeira Brasileira
A Zona Costeira Brasileira é uma unidade territorial, definida em legislação do Brasil para efeitos de gestão ambiental. Ela se estende por 7 300 km, distância que se eleva para mais de 8 500 km, quando se considera o recorte litorâneo. Vai do norte equatorial ao sul temperado, passando por 17 estados e mais de 400 municípios.
Tem como aspectos distintivos sua extensão e a grande variedade de espécies e de ecossistemas.